# Cidrólao
En la mitología griega Cidrólao era un hijo del rey de Lesbos Macareo. Lo único que se sabe de Cidrólao es que condujo una expedición desde Lesbos hacia la isla de Samos, de la que se proclamó rey.